# トラピストクッキー
トラピストクッキー（Trappist Cookies）は、北海道北斗市のトラピスト修道院で製造・販売されているクッキー。同修道院の自家製の発酵バターとバターミルクを材料に用いたクッキーである。トラピスト修道院の製品としては、ホワイトチョコレート、トラピストバター、バター飴などと並んで知られている。北斗市の代表的な特産品の一つでもあり、北斗市が函館市の近郊であることから、函館土産としても定番である。1936年（昭和11年）に販売が開始されて以来、80年以上にわたって土産菓子として知られる、ロングセラー商品である。

## 開発の経緯

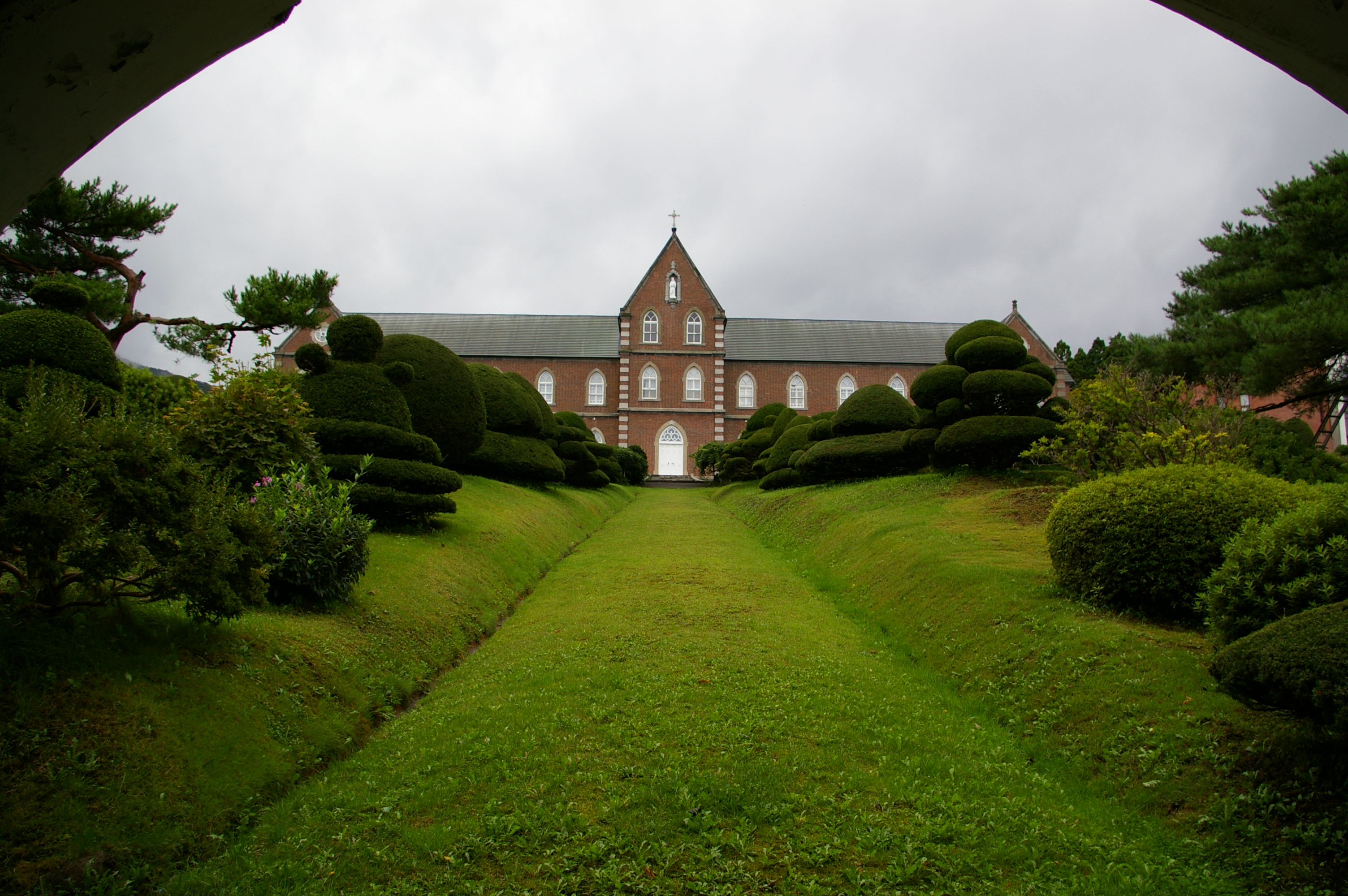
トラピスト修道院

トラピスト修道院では、北斗市の気候の冷涼さが酪農に適していることから、修道院創立当初より、酪農や乳製品製造業に力が注がれていた。しかし土地が痩せていたことで、草の育ちは悪く、搾乳量も少なかった。そこへ大正末期に九州出身の修道士が入会し、土壌改良、牧草、牛作りに取り組んだことで、酪農事業が安定に至った。1897年（明治30年）には、北海道で最初のバター製造が着手された。
当時の日本人の食生活には、乳製品は馴染みがなかったため、ビスケットの製造が発案された。やがてフランス人の修道士が、オランダ製のビスケットをヒントとして、バターを用いてビスケットを製造することを勧め、レシピを伝授した。1936年（昭和11年）に、ビスケットの製造が開始された。当初は自然発酵のバターを使用していたが、雑菌が混入して品質が落ち、評判は良くなかった。北海道大学の教授から「乳酸菌を入れないと駄目」と指導されたことで、味が改善された。
誕生当初の名は「トラピストビスケット」であった。1939年（昭和14年）に戦中の物資統制によって販売休止を強いられた後、1950年（昭和25年）に販売が再開された際に、函館にいたアメリカ人の進駐軍兵士が、これを食べて「これは高級品だからビスケットではなく、クッキーという」と教えた。アメリカでは「ビスケット」とは、パンに近いものを指すためである。このことで、商品名が「トラピストクッキー」に変更された。
近年ではトラピストクッキーの工場内でも、製造過程が機械化されたり、賞味期限切れや衛生管理上の問題に対する消費者の目が厳しさを増してきている。衛生管理の徹底、異物混入センサーの導入など、トラピストクッキーをとりまく環境は時代と共に様変わりしているが、原材料や基本的な製造過程は、開発当初から変化していない。修道院の他、空港の売店や、函館駅の売店、土産物店、東京都のデパートなどでも購入が可能である。

## 特徴
長さ7.5センチメートル、幅3センチメートル、厚さ数ミリメートルの、食べやすい大きさのクッキーである。裏面に刻まれてる文字「LUTECE」は、古代ローマ時代のフランスの旧地名であり、レシピを伝授してくれたフランス人への感謝の思いが込められている。
自家製品の発酵バター（無塩バター）とバターミルクが材料に使用されており、添加物は使用されていない。バターとバターミルクには共に、生きた乳酸菌が豊富に含まれている。発酵バターは原材料の4パーセントしか取れないもので、口どけの感触を軽くする効果がある。バターミルクは無味乾燥になることを防ぎ、クッキーの味をまろやかで風味豊かにするために、加えられている。
食べたときの軽い歯ざわり、素朴な甘味、舌の上でとろける独特の食感、口の中に広がるバターの風味、香ばしさが特徴である。一般的なクッキーと比較すると香料が強くないため、数枚食べても飽きないとの意見もある。鶏卵が使用されていないため、卵アレルギーでも食べられるとの評判も良い。口どけが良いために、幼児向けの離乳食、高齢者向けのおやつとして勧める声もある。修道院では、スプーンの代りにトラピストクッキーを添えたソフトクリームも販売されている。
北海道出身の歌人である雪舟えまは、「とらぴすとくっきー口中が熱い……」と短歌を詠んでいる。この「口中が熱い」とは、クッキーを食べたとき、クッキーに含まれる糖質やタンパク質が水分で溶けて、溶解熱によりほのかな温かみが感じられることを指している。
修道院では「菓子業界の流行には乗らず、この味を守り、次世代に受け継ぐ」を厳守することが求められており、バターミルクはバターの製造過程でできるものを使用、同じ敷地内の工場で製造された発酵バターを決められた配合で用い、決められた製造過程を厳守することが貫かれている。また、クッキーの製造は、空調設備の整った工場でも、湿度の微妙な変化が影響するため、厳しい戒律を守る修道士の如く、休む間もないほど厳しい職人の手で作られている。
包装は、小箱は赤と白と黒の3色使いだが、化粧缶には、トラピスト修道院の外観のモノクロ写真が用いられている。過去には、このモノクロをカラー写真へ変更する意見もあったが、小売店から「モノクロの方が断然良い」と猛反対にあい、カラフルな商品の中でモノクロは独自の魅力があると再認識されたことで、モノクロの包装が続いている。
函館市の天使の聖母トラピスチヌ修道院で作られているトラピスチヌクッキーは、これと似た菓子であり、味も似ている。大分県日出町の大分トラピスト修道院でも、同じ名の「トラピストクッキー」が製造されており、製造法、機械、オーブンも北海道と同じとされているが、大分ではバターは外注、バターミルクの代りに市販の牛乳を用いているために、食感や風味は北海道の商品とは異なる。

## 反響
販売開始以来、口コミで評判が広がり、生産が追いつかないほどになり、修道院側が「宣伝には何の苦労もなかった」という。日本の家庭でクッキーが作られるようになると、人々がその味を知り、より美味の物を求めて、修道院まで足を伸ばしたことも、売上増加の一因となった。北海道内のみならず、東京の明治屋からも大量の注文が来るほどの売れ行きだった。1990年代のバブル期がピークであり、副工場長の修道士は当時のことを「早出、残業の連続。お祈りどころじゃなかった」と語っている。機械の導入により、製造過程が近代化された後は、生産量が飛躍的に増加し、販路もさらに拡大された。
朝日新聞社による2009年（平成21年）のアンケート調査「食べたい手みやげ」では、第8位に選ばれた。旅行情報誌「じゃらん」が2016年（平成28年）に北海道民を対象に行ったアンケート「地元民がお薦めするご当地のおいしいお土産ベスト10 函館編」では第2位に選ばれた。函館市が東京都心のコンビニエンスストア店内に設けているアンテナショップ「函館もってきました」では、同2016年の人気商品第2位の売上であった。修道院では「ボリュームがあって値段が割と安く、素朴な味が人気」と分析されている。
2018年（平成30年）頃には、生産量は最盛期の10分の1ほどに低下したが、それでも2023年（令和5年）時点においても「北海道土産の定番」と呼ばれ、土産菓子として愛されている。